# Leopold Schein
Leopold Schein (* 15. November 1873 in Veitsch; † 5. März 1950 ebenda) war ein Grundbesitzer und österreichischer Politiker der Christlichsozialen Partei (CSP).

## Leben und Wirken
Leopold Schein wurde am 15. November 1873 als Sohn eines Holzknechts und einer Gastwirtin in der Großveitsch geboren und noch am selben Tag auf den Namen Leopold getauft.

## Politische Mandate
- 20. November 1923 bis 18. Mai 1927: Abgeordneter zum Nationalrat (II. Gesetzgebungsperiode), CSP